# Gundega Repše
Gundega Repše, född 13 januari 1960 i Riga, är en lettisk författare.
Hennes första publicering var berättelsen Kamielis Vecrīgā som publicerades i tidningen Literatūra un Māksla 1979. 1983 började hon skriva artiklar om litteratur och konst. Hon tog examen från Lettlands konstakademi i Riga 1985 och gav 1987 ut novellsamlingen Koncerts maniem draugiem pelnu kastē
Romanen Tennets skrik gavs ut av Ariel Förlag 2010 med svensk översättning av Juris Kronbergs.

### Novellsamlingar
- 1987: Koncerts maniem draugiem pelnu kastē
- 1992: Septiņi stāsti par mīlu
- 1994: Šolaiku bestiārijs
- 2004: Ludovika zemes
- 2009: Stāsti par mācekļiem

### Romaner
- 1990: Ugunszīme
- 1996: Ēnu apokrifs
- 1998: Sarkans
- 2000: Īkstīte
- 2008: Bāreņu nams
- 2014: Jauki ļaudis